# Плотниково (Варгашинский район)
Плотниково — деревня в Варгашинском районе Курганской области. Входит в состав Шастовского сельсовета.

## История
До 1917 года входила в состав Шмаковской волости Курганского уезда Тобольской губернии. По данным на 1926 год село Плотниковское состояло из 159 хозяйств. В административном отношении входило в состав Шастовского сельсовета Марайского района Курганского округа Уральской области.

## Население
| 1782 | 1868 | 1912 | 1926 | 1989 | 2002 | 2010 |
| ---- | ---- | ---- | ---- | ---- | ---- | ---- |
| 138  | ↗424 | ↗657 | ↗684 | ↘277 | ↘238 | ↘215 |

По данным переписи 1926 года в селе проживало 684 человека (317 мужчин и 367 женщин), в том числе: русские составляли 99 % населения.